# Kingerby Hall
Kingerby Hall är ett slott i Storbritannien.   Det ligger i grevskapet Lincolnshire och riksdelen England, i den sydöstra delen av landet, 210 km norr om huvudstaden London. Kingerby Hall ligger 26 meter över havet.
Terrängen runt Kingerby Hall är platt, och sluttar västerut. Runt Kingerby Hall är det ganska tätbefolkat, med 70 invånare per kvadratkilometer. Närmaste större samhälle är Market Rasen, 6,2 km sydost om Kingerby Hall. Trakten runt Kingerby Hall består till största delen av jordbruksmark.